# Elatostema tenuireceptaculum
Elatostema tenuireceptaculum es una especie de planta del género Elatostema, perteneciente a la familia Urticaceae.

## Taxonomía
Elatostema tenuireceptaculum fue descrita por Wen Tsai Wang en 1991.

## Distribución
Se encuentra en el territorio sudeste de China.